# Spinifex alterniflorus
Spinifex alterniflorus är en gräsart som beskrevs av Christian Gottfried Daniel Nees von Esenbeck. Spinifex alterniflorus ingår i släktet Spinifex och familjen gräs. Inga underarter finns listade i Catalogue of Life.